# Chimie biofizică
Chimia biofizică (cunoscută și ca biochimie fizică sau biofizica chimică) este o ramură relativ nouă a chimiei, care acoperă un spectru larg de activități de cercetare care implică sistemele biologice. Caracteristica cea mai comună a cercetării în acest domeniu este de a căuta explicației diferitelor fenomene în sistemele biologice în termeni fie de moleculele care alcătuiesc sistemul sau de structură supra-moleculară a acestor sisteme.
Chimistii biofizici folosesc diverse tehnici utilizate în chimia fizică pentru a investiga structura sistemelor biologice. Aceste tehnici includ metode spectroscopice ca rezonanță magnetică nucleară (RMN) și difractie de raze X. De exemplu, activitatea pentru care a fost acordat Premiul Nobel, în 2009, la trei chimiști s-a bazat pe studii de difracție raze X pe ribozomi. Unele dintre domeniile de preocupare ale chimiștilor biofizici sunt structura proteinelor și structura funcțională a membranelor celulare. De exemplu, acțiunea enzimatică poate fi explicată în termeni de conformatie a moleculelor de proteină care se potrivesc cu forma moleculei de substrat sau modificarea acestuia ca urmare a legării unor ioni de metal. În mod similar, structura și funcția biomembranelor poate fi înțeleasă prin studiul unor structuri supramoleculare model ca lipozomi sau vezicule fosfolipidice de diferite compoziții și mărimi.
Cel mai vechi și prestigios institut pentru chimie biofizică este Institutul Max Planck pentru Chimie biofizică în Göttingen.

## Publicații
1. Biophysical Journal
2. Archives of Biochemistry and Biophysics, publicat de: Academic Press
3. Biochemical and Biophysical Research Communications, Publicat de: Academic Press
4. Biochimica et Biophysica Acta, publicat de: Elsevier Science
5. Biophysical Chemistry, An International Journal devoted to the Physics and Chemistry of Biological Phenomena, publicat de: Elsevier Science
6. Journal of Biochemical and Biophysical Methods, publicat de: Elsevier Science
7. Journal of Biochemistry, Biology and Biophysics, publicat de: Taylor & Francis Group
8. Journal de Chimie Physique, Physico-Chimie Biologique, journal internațional de chimie fizică, fizică chimică and biofizică, publicat de: EDP Sciences Societe Francaise de Chimie